# Самопринятие
Самоприня́тие — состояние полного и безусловного принятия себя, таким, какой человек есть, со всеми своими положительными и отрицательными качествами, чертами и склонностями. Означает признание и уважение своей индивидуальности, своих возможностей и ограничений. Не подразумевает согласие с тем, что «я» не может или не должно меняться; наоборот, является необходимым условием для эффективного саморазвития.
Важный аспект психологического здоровья и благополучия. Способствует повышению самооценки, самосострадания, самоуважения и самодовольства. Помогает справляться со стрессом, преодолевать трудности, устанавливать здоровые отношения и достигать личных целей.
Обычно развивается с помощью различных психологических методов и упражнений.
Самопринятие — это процесс, который требует времени, терпения и практики. Но результаты того стоят: даёт возможность жить полной и счастливой жизнью, будучи верным себе.

## Определение в психологии
Феномен самопринятия в психологии исследуется в контексте самоотношения и рассматривается как ключевая характеристика личности, способствующая её целостности и устойчивости. Существует разное понимание самопринятия, от самопризнания и безусловной самолюбви до активного отношения к самому себе в организации и регуляции жизнедеятельности. Феномен также связан с процессами самосознания и саморазвития личности. Кроме того, включается в структуру психологического здоровья и связан с ценностями индивидуального «Я» и способностью осознавать и принимать личные эмоциональные состояния. Исследователи различают условное и безусловное самопринятие, где последнее способствует более активному саморазвитию и принятию «я» как изменяющейся личности.
В недавнем исследовании обнаружены сильные положительные связи между самопринятием и самоценностью, а также между самопринятием и целостностью личности. Самоценность, определённая как уважение к собственным достоинствам и уникальности, тесно связана с активным самопринятием, что подразумевает принятие себя таким, какой человек является на самом деле, с позиции субъекта. Недостаточная ценность собственного «Я» приводит к низкому самоуважению и зависимости от внешних влияний, соответствующему пассивному самопринятию. Также исследование показало положительные корреляции между самопринятием и характеристиками субъектности, такими как автономность и активность. Принятие себя в активном образе связано с внутренней работой над самоисследованием и принятием разнообразных переживаний и эмоций. Особенно важным является принятие собственных характеристик и эмоций для формирования целостной личности и личной ответственности за собственные действия, поступки и межличностные отношения.
Самопринятие можно определить как:
- осознание своих сильных и слабых сторон,
- реалистичная (но субъективная) оценка своих талантов, возможностей и общей ценности, и,
- чувство удовлетворенности собой, несмотря на недостатки и независимо от прошлого поведения и выбора.

Согласно Шепарду, самопринятие — удовлетворённость или счастье индивида перед самим собой, и считается, что оно необходимо для хорошего психического здоровья. Самопринятие включает в себя самопонимание, реалистичное, хотя и субъективное, осознание своих сильных и слабых сторон. В результате этого у человека появляется ощущение, что он обладает «уникальной ценностью».
Альберт Эллис пропагандировал важность самопринятия просто потому, что человек живой, индивидуальный и уникальный, не давая глобальных оценок и не поддаваясь влиянию того, что думают о личности другие.
В клинической психологии и позитивной психологии самопринятие считается необходимым условием для того, чтобы произошли изменения. Его можно достичь, если перестать критиковать и решать недостатки своего «я», а затем принять их как существующие в самом себе. То есть, терпимо относиться к тому, что в некоторых своих частях человек несовершенен. 
Самопринятие является одним из шести факторов в структуре эвдаимонического благополучия Кэрол Д. Райфф.

## Качества
Человек с высокими показателями самопринятия:
- имеет позитивную самооценку,
- признаёт и принимает все аспекты себя (включая хорошие и плохие),
- не самокритичен и не запутался в своей идентичности,
- не желает, отличаться от тех качеств, которыми уже обладает.

## Прошлые и современные взгляды в психологии
В прошлом практика самопринятия осуждалась греками. Однако необходимость знать и понимать «Я», в конечном итоге, стала важным, основополагающим моментом, в нескольких психологических теориях, таких как:
- Работа Яход, по охране психического здоровья;
- Теория личности, Карла Роджерса;
- Восемь стадий развития самости (проприума) Гордона Олпорта;
- Иерархия потребностей Маслоу в категории «самоактуализация»;
- Рационально-эмоциональная поведенческая терапия Альберта Эллиса.

Кроме того, в теориях жизненного цикла Эриксона и Нойгартена (Neugarten) говорится о важности самопринятия, включая осознание своего прошлого, а процесс индивидуации Карла Юнга также подчеркивает важность примирения с тёмной стороной своего «Я», или «тенью».

## Отношение к позитивной психологии
С точки зрения позитивной психологии, самопринятие, как компонент эвдаймонического благополучия (EWB), является показателем и мерой психологического благополучия (psychological well-being). Например, Альфред Адлер, основатель индивидуальной психологии, заметил, что люди, считающие себя неполноценными, также наблюдали обесценивание других.

## Психологические преимущества
Некоторые психологические преимущества самопринятия включают регулирование настроения, снижение депрессивных симптомов и увеличение положительных эмоций. 
Примером тому может служить исследование 2014 года, в котором изучались аффективные профили. Результаты показали, что люди, относящиеся к категории самореализующихся (по сравнению с другими профилями), как правило, имеют более высокие показатели по всем факторам измерений эвдаимонического благополучия Райффа (включая самопринятие). 
Кроме того, самопринятие (и овладение средой) специфически и значимо предсказывало гармонию в жизни во всех аффективных профилях. 
Другие психологические преимущества включают:
- обостренное чувство свободы,
- снижение страха перед неудачей,
- повышение самооценки,
- увеличение независимости (автономии),
- меньше желания заслужить одобрение окружающих,
- меньше самокритики и больше доброжелательности к себе, когда случаются ошибки,
- больше желания жить для себя (а не для других),
- возможность больше рисковать, не беспокоясь о последствиях.

Считается, что самопринятие также необходимо для хорошего психического здоровья.

## Физические преимущества
В дополнение к психологическим преимуществам, самопринятие может иметь и физические преимущества. Например, результаты исследования 2008 года свидетельствуют о том, что пожилые женщины с более высоким уровнем владения средой, позитивных отношений с другими людьми и самопринятия показали более низкий уровень гликозилированного гемоглобина, который является маркером уровня глюкозы/инсулинорезистентности.

## Методы и упражнения для развития
- Осознанность: практика сосредоточения внимания на настоящем моменте, своих мыслях, чувствах и ощущениях без суждений и критики.
- Позитивное аффирмирование: повторение утверждений, которые подтверждают и усиливают собственную ценность и достоинство.
- Журналирование: запись своих переживаний, эмоций, достижений и проблем с целью рефлексии и самопознания.
- Самосострадание: отношение к себе с добротой, пониманием и поддержкой, особенно в трудных ситуациях.
- Сравнение с собой: фокусировка на своем личном росте и прогрессе, а не на сравнении с другими людьми.